# محوطه الحضر خلیلوند
محوطه الحضر خلیلوند مربوط به دوران‌های تاریخی پس از اسلام است و در شهرستان بناب، بخش مرکزی، روستای خلیلوند واقع شده و این اثر در تاریخ ۲۷ مرداد ۱۳۸۲ با شمارهٔ ثبت ۹۷۰۹ به‌عنوان یکی از آثار ملی ایران به ثبت رسیده است.